# Procydrela procursor
Procydrela procursor är en spindelart som beskrevs av Rudy Jocqué 1999. Procydrela procursor ingår i släktet Procydrela och familjen Zodariidae. Inga underarter finns listade i Catalogue of Life.